# ガハル・ザーグロスFC
ガハル・ザーグロス・ドルード・ロレスターンFC (英語: Gahar Zagros Doroud Lorestan Football Club、ペルシア語: باشگاه فوتبال گهر زاگرس دورود لرستان、旧名：ダーマーシュ・イーラーン) はイラン・ロレスターン州のドルードを本拠地とするサッカークラブである。現在はアーザーデガーン・リーグに所属している。ザーグロスはイランとトルコに渡って存在するザーグロス山脈に由来している。通称ガハル・ザーグロス。

## 歴史

### ダーマーシュ・イーラーン設立
ダーマーシュ・イーラーンは2006年7月にテヘランで個人投資家により設立された。ダーマーシュはイランサッカーリーグ2部リーグ (実質3部リーグ) で1シーズンプレーし、2部リーグのアーザーデガーン・リーグへと昇格した。

### アーザーデガーン・リーグ
アーザーデガーン・リーグでは2007-08シーズンはグループAに所属し、FCシャフルダーリー・バンダレ・アッバースとともにグループ首位となった。

### ハズフィー・カップ
2006-07シーズンのハズフィー・カップにおいて、ダーマーシュはイラン・プロリーグに所属していたゾブ・アハンをPK戦の末に破りベスト16に進出した・しかし、次の試合ではバルグ・シーラーズFCにPK戦で敗れベスト8進出はならなかった。ダーマーシュは2007-08シーズンのハズフィー・カップでは3回戦に進出したものの、スティール・アジンFCにPK戦で敗れ、大会を去ることになった。

### ダーマーシュ・ロレスターン設立
ダーマーシュ・ロレスターンはダーマーシュが解散した2008年7月9日にクラブを引き継ぐ形で結成された。ダーマーシュは本拠地をドルードへと移転した。

### ガハル・ザーグロス
2011年6月、クラブは正式名称をダーマーシュ・ロレスターンからガハル・ザーグロスへと変更した。2011-12シーズン、ダーヴード・マハバディーが新監督に就任した。シーズンを2位で終え、昇格プレーオフでイーラーンジャヴァーンFCを破ってイラン・プロリーグ昇格を決めた。これはクラブ初の国内1部リーグ参戦を決める快挙となった。

## シーズン別の成績
| シーズン | ディヴィジョン | 順位      | ハズフィー・カップ |
| 2006-07  | 3部            | 3位       | ベスト8            |
| 2007-08  | 2部            | 8位       | 1回戦敗退          |
| 2008-09  | 2部            | 4位       | 1回戦敗退          |
| 2009-10  | 2部            | 11位      | 2回戦敗退          |
| 2010-11  | 2部            | 12位      | 3回戦敗退          |
| 2011-12  | 2部            | 2位       | ベスト16           |
| 2012-13  | 1部            | 18位 降格 | ベスト16           |

## 歴代監督
- レザー・シャフルーディー (2006–07)
- アミール・ホセイン・ピーロヴァーニー (2007–08)
- ハミード・アリードースティー (2008)
- フーマン・アファーゼリー (2008–09)
- マールカール・アーガージャーニヤーン (2009)
- ダルコ・ドラジッチ (2010–11)
- アミール・ホセイン・ピーロヴァーニー (2011)
- ダーヴード・マハバディー (2011–12)
- メフディー・タールタール (2012)
- モハンマド・マーイリー・コハン (2012– )[2]